# Notation spectroscopique
La notation spectroscopique fournit une manière de spécifier les états d'ionisation atomiques, ainsi que les orbitales atomiques et moléculaires.

## État d'ionisation
Les spécialistes de l'usage des spectromètres font habituellement référence au spectre résultant d'un état d'ionisation donné d'un élément chimique par le symbole de l'élément suivi par un nombre romain. Le nombre I est utilisé pour faire référence à l'élément neutre (non ionisé), II à l'élément ionisé une fois, III à l'élément ionisé deux fois, etc.. Par exemple, « He I » désigne un gaz d'hélium neutre (He0 ou simplement He) et « C IV » désigne un carbone ionisé trois fois (C3+).

## Orbitales atomique et moléculaire
Avant la découverte des orbitales atomiques, les scientifiques avaient découvert différentes séries distinctes de raies spectrales dans le spectre atomique, qu'ils avaient associées à des lettres. Ces lettres furent par la suite associées au nombre quantique secondaire, l. Les lettres « s »,« p », « d » et « f » représentant les premières valeurs de l furent choisies car elles étaient les premières lettres des propriétés des séries spectrales observées sur les métaux alcalins. Les lettres des valeurs suivantes de l furent assignées dans l'ordre alphabétique, en omettant le « j »,, et bien sûr les lettres déjà utilisées auparavant comme le "s" et le "p" :
| lettre | nom         | l   |
| ------ | ----------- | --- |
| s      | sharp       | 0   |
| p      | principal   | 1   |
| d      | diffuse     | 2   |
| f      | fundamental | 3   |
| g      |             | 4   |
| h      |             | 5   |
| i      |             | 6   |
| k      |             | 7   |
| l      |             | 8   |
| m      |             | 9   |
| n      |             | 10  |
| o      |             | 11  |
| q      |             | 12  |
| r      |             | 13  |
| t      |             | 14  |
| u      |             | 15  |
| v      |             | 16  |
| ...    |             | ... |

Cette notation est utilisée pour spécifier la configuration électronique et pour créer le terme spectroscopique pour les différents états électroniques dans un atome à plusieurs électrons. Quand on écrit un symbole terme, le schéma ci-dessus pour un nombre quantique secondaire d'un seul électron est appliqué au moment angulaire total associé à l'état de l'électron.
On peut aussi noter qu'il existe un moyen mnémotechnique anglais simple pour associer le bon l à la bonne notation pour l < 8, ce qui en pratique est, dans la plupart des cas, largement suffisant :
"Sober Physicists Don't Find Giraffes Hidden In the Kitchen".

### Notation spectroscopique moléculaire
La notation spectroscopique des molécules utilise les lettres grecques pour représenter le modulo du moment orbital angulaire le long de l'axe inter-nucléaire. Le numéro quantique qui représente ce moment est Λ. Pour Λ valant 0, 1, 2 et 3, les symboles sont respectivement Σ, Π, Δ et Φ.
Pour les états Σ, on utilise le « + » au-dessus s'il y a une réflexion sur le plan contenant le nucléon. Le « - » est utilisé pour indiquer qu'il n'y en a pas.
Pour les molécules diatomiques homo-nucléaires, l'index g ou u désigne l'existence d'un centre de symétrie (ou d'une inversion de centre) et induit la parité de la fonction d'onde totale. L'état de parité paire avec respect de l'inversion est noté « g » pour gerade (allemand pour « pair ») et l'état de parité impaire est noté « u » pour ungerade (allemand pour « impair »).